# Gerald Feinberg
Gerald Feinberg (* 27. Mai 1933 in New York City; † 21. April 1992 ebenda) war ein US-amerikanischer Physiker an der Columbia University und Futurologe.

## Leben
Feinberg studierte an der Columbia University (Bachelor 1953), wo er 1957 bei T. D. Lee promoviert wurde und seit 1959 in der Fakultät für Physik und seit 1965 Professor war. 1960 wurde er Sloan Research Fellow. Von 1980 bis 1982 war er Dekan des Fachbereichs Physik. 1956/7 war er am Institute for Advanced Study und 1963/4 am Churchill College der Universität Cambridge. 1973/4 war er als Guggenheim Fellow Gastprofessor an der Rockefeller University. Außerdem war er Gastwissenschaftler am Brookhaven National Laboratory und am SLAC.
Feinberg sagte 1958 die Existenz von zwei Neutrino-Sorten voraus (des Myuon-Neutrinos neben dem schon bekannten Elektron-Neutrino), was durch Experimente seiner Kollegen an der Columbia University Leon Max Lederman, Melvin Schwartz und Jack Steinberger 1962 bestätigt wurde. Die drei erhielten dafür den Nobelpreis.
Feinberg prägte außerdem den Begriff der Tachyonen. Er untersuchte auch weitere spekulative Ideen und war u. a. ein Befürworter der Kryonik. Er war Mitglied des Foresight Institute.

## Veröffentlichungen (Auswahl)
- Cosmological Constants (1986). ISBN 9780231063760
- Solid Clues: Quantum Physics, Molecular Biology, and the Future of Science. Simon & Schuster, 1985. ISBN 0434262005
- mit Robert Shapiro: Life Beyond Earth: The Intelligent Earthling's Guide to Extraterrestrial Life. Morrow, 1980. ISBN 068808642X
- What is the world made of? Atoms, leptons, quarks, and other tantalizing particles. Anchor Press/Doubleday, 1977. ISBN 0385076940 & ISBN 0385076932
- Consequences of Growth: The Prospects for a Limitless Future. Seabury Press, New York, 1977. ISBN 081649326X Review
- Particles that Go Faster than Light. In: Scientific American. Februar 1970, S. 69–77.
- The Prometheus Project, Mankind's Search for Long-Range Goals. Anchor Books, 1969. ISBN 0385036132